# Hogna truculenta
Hogna truculenta är en spindelart som först beskrevs av O. Pickard-Cambridge 1876.  Hogna truculenta ingår i släktet Hogna och familjen vargspindlar.
Artens utbredningsområde är Egypten. Inga underarter finns listade i Catalogue of Life.